# Asperula supina
Asperula supina är en måreväxtart som beskrevs av Friedrich August Marschall von Bieberstein. Asperula supina ingår i släktet färgmåror, och familjen måreväxter.

## Underarter
Arten delas in i följande underarter:
- A. s. caespitans
- A. s. supina